# Denilson Xavier de Azevedo
Denilson Xavier de Azevedo, mais conhecido como Denilson, (Rio de Janeiro, 17 de março de 1966) é um ex-futebolista brasileiro que atuava como zagueiro.

## Carreira
Além do Fortaleza, jogou no America/RJ, Corinthians/SP, Bangu/RJ, Boavista de Portugal, Leixoes de Portugal, Belenenses de Portugal, Internacional/RS, Barreira/RJ, Racing Club da Argentina, America/SP, Rio Verde/GO, Juventus/SP, Cabofriense/RJ. Fez um jogo pelo seleção em 1987.

## Títulos
Fortaleza
- Campeonato Cearense: 2000